# Kufa
Kufa (in arabo الكوفة‎?, al-Kūfa), o in italiano Cufa, è una città dell'Iraq. Assieme a Najaf, Samarra, Karbala e Al-Kazimiyya è una delle città irachene più sante per gli sciiti.

## Geografia fisica
Si trova sul corso inferiore del fiume Eufrate, a 170 km a sud est di Baghdad e 10 km a nord-ovest di Najaf.

## Storia
Secondo la tradizione fu fondata nel 638, 17 dell'Egira, dal compagno del profeta Maometto, Saʿd b. Abī Waqqāṣ, nelle vicinanze dell'antica capitale dei Lakhmidi, al-Hira. Kufa fu un campo fortificato che rapidamente divenne una delle più importanti città di tutta la Mesopotamia, ospitando una grande moschea. Capitale durante il califfato di ʿAlī b. Abī Ṭālib, Kufa simpatizzò sempre per la sua causa, tanto che la nisba al-Kūfī è sempre stato un forte indizio di simpatie sciite.
Retta dal governatore Ziyàd ibn Abīhi, Kufa passò alla sua morte sotto il governo di suo figlio ʿUbayd Allāh ibn Ziyād e fu sotto di esso che avvenne la strage di Kerbelāʾ. La città aveva promesso tutto il suo sostegno al cugino di al-Husayn ibn 'Alī, Muslim b. ʿAqīl, ma, al momento decisivo, non volle e non poté muoversi, rimanendo del tutto inerte (anche per l'efficienza dei controlli omayyadi) di fronte alla spietata repressione che condusse alla morte entrambi i parenti di 'Ali ibn Abi Tàlib nel 680.
A poco servì nel 685 cercare un riscatto morale con l'inutile martirio dei suoi cosiddetti "Penitenti" (tawwabùn) che, infatti, caddero tutti sotto i colpi della autorità omayyadi.
Maggior appoggio invece la città garantì in quello stesso anno a al-Mukhtār b. Abī ʿUbayd che s'impadronì della città, giustiziando i più immediati responsabili del massacro di Kerbelāʾ anche se rimase poi passiva allorché l'anti-califfo di Mecca, 'Abd Allāh ibn al-Zubayr, le scagliò contro il suo generale al-Muhallab ibn Abi Sufra nel 687, riuscendo a sgominare le forze abbastanza ridotte di al-Mukhtār e a ucciderlo. La fortunata reazione del califfo omayyade ʿAbd al-Malik ibn Marwān, che riuscì a ricucire un califfato che sembrava ormai dilaniato in modo irreversibile, portò al governatorato della città e della regione che le competeva il generale al-Ḥajjāj ibn Yūsuf che amministrò con grande durezza tutta l'area.
Sottoposta a stretto controllo, la famiglia abbaside preferì organizzare in Khorasan la base della sua propaganda mirante all'abbattimento degli Omayyadi anziché a Kufa ma fu qui che, a vittoria avvenuta, fu proclamato nel 749 nuovo califfo Abū l-ʿAbbās al-Saffāḥ. Kufa perse progressivamente importanza a causa della fondazione di lì a poco di Baghdad, fino a ridursi a un grosso villaggio in età ottomana. In età contemporanea il centro acquistò nuova popolazione ma seguita a patire la vicinanza di Najaf che le è di gran lunga preferita come massima Città Santa sciita per il fatto di custodire il corpo del quarto califfo.

## Monumenti e luoghi d'interesse
- Grande Moschea di Kufa